# Росхульт
Росхульт (швед. Råshult) — деревня к северу от Эльмхульта в лене Крунуберг в Швеции.

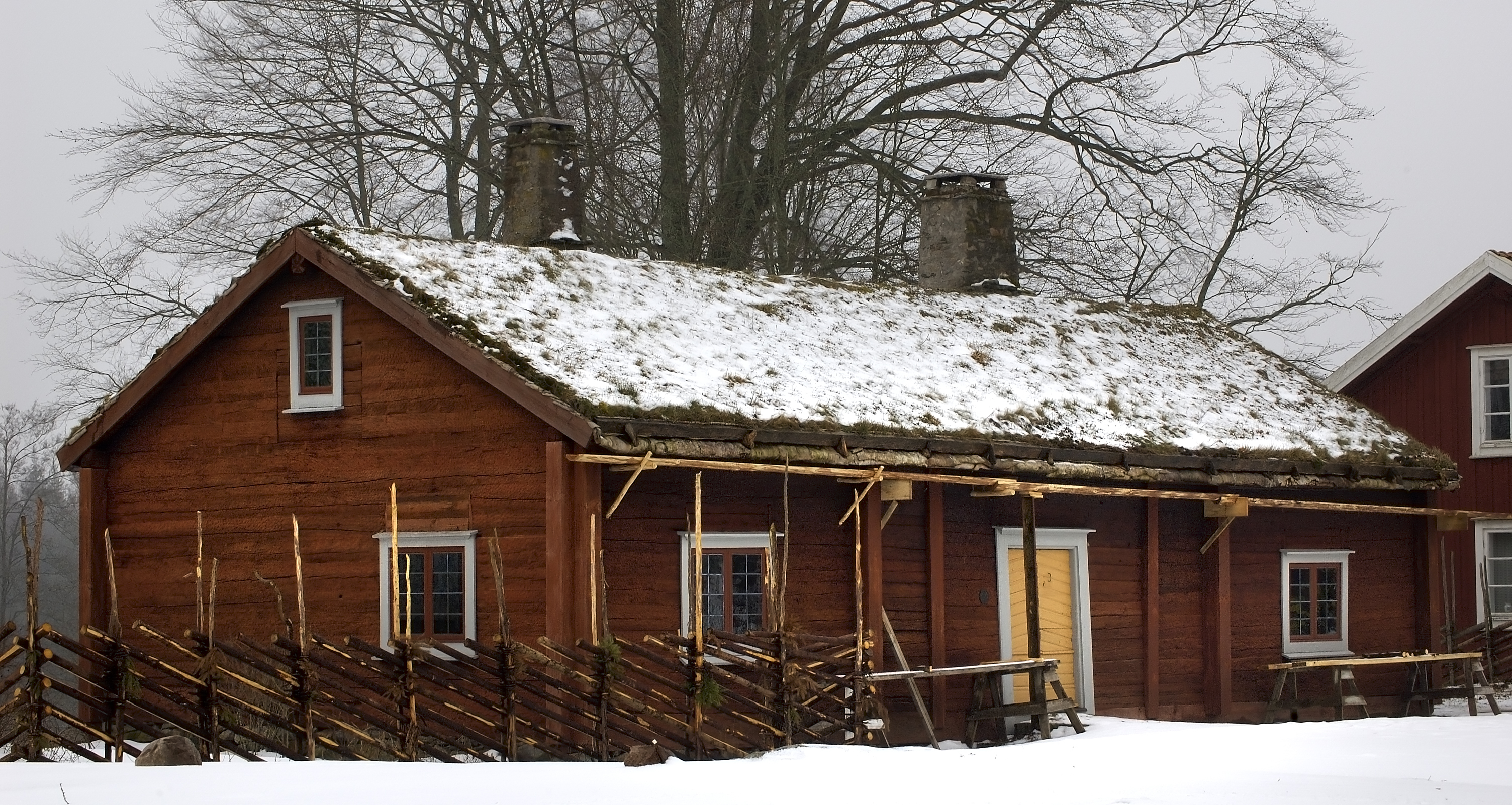
Дом в Росхульте, в котором родился Карл Линней (реконструкция, подлинный дом сгорел примерно в 1730 году; фотография 2007 года)

В этой деревне в семье священника родился Карл Линней (1707—1778), создатель единой системы растительного и животного мира.
В Росхульте, на месте рождения Линнея, со второй половины XX века развивается проект «Линнеевский Росхульт» (Linnés Råshult), целью которого является архитектурное и ландшафтное воссоздание этой местности в соответствии с историческими реальностями первой половины XVIII века. В 2002 году проект получил статус культурного заповедника, площадь заповедника составляет 42 га.